# Carlos Lapetra Coarasa
Carlos Lapetra Coarasa   (Saragossa, 29 de novembre de 1938 - Saragossa, 24 de desembre de 1995) fou un futbolista espanyol de la dècada de 1960.
Fou 13 cops internacional amb la selecció espanyola amb la qual participa al Mundial de 1966 i fou campió de l'Eurocopa de 1964.
Pel que fa a clubs, destacà al Reial Saragossa, on disputà 279 partits oficials (62 gols) i guanyà tres títols majors. Formà part de la davantera anomenada dels cinc magnífics, amb Canário, Marcelino, Eleuterio Santos i Juan Manuel Villa.